# Liste der Monuments historiques in Nothalten
Die Liste der Monuments historiques in Nothalten führt die Monuments historiques in der französischen Gemeinde Nothalten auf.

## Liste der Bauwerke
| Bezeichnung | Beschreibung               | Standort                       | Kennzeichnung | Schutzstatus | Datum | Bild           |
| ----------- | -------------------------- | ------------------------------ | ------------- | ------------ | ----- | -------------- |
| Brunnen     | Sandstein, bezeichnet 1571 | Zell, route du Vin (Lage)      | PA00084837    | Inscrit      | 1931  |                |
| Brunnen     | Sandstein, bezeichnet 1543 | Nothalten, route du Vin (Lage) | PA00084836    | Inscrit      | 1931  | weitere Bilder |